# La Stratégie de l'ombre
La Stratégie de l'ombre (titre original : Ender's Shadow) est un roman de science-fiction publié en 1999 par Orson Scott Card (États-Unis).
Ce roman est le premier tome de La Saga des ombres et est suivi de L'Ombre de l'Hégémon. L'histoire se déroulant en parallèle à La Stratégie Ender, ce roman est parfois inclus dans le cycle d'Ender.

## Résumé
Bean,  enfant prodige issu d'une expérience génétique immorale et qui a survécu aux bas-fonds d'une mégapole, devient le collaborateur d'Ender, un enfant doté de capacités intellectuelles exceptionnelles. La grande intelligence de Bean et son caractère calculateur font de lui un être à part qui devra se tailler une place parmi ses collègues à l'école de guerre. Son caractère inhumain le rend désagréable aux yeux du Colonel Graff qui ne le formera que comme suppléant ultime et possible au cas où Ender faillirait.
Le récit commence à Rotterdam, avec un Bean âgé de quatre ans. La première partie est consacrée à sa survie et ses relations avec les autres enfants dans la mégalopole ; les deuxième et troisième à son entrée à l'école de guerre et à son exploration ; la quatrième à sa participation dans l'armée du dragon ; la cinquième également mais en tant que chef de section.
Enfin, dans la dernière partie, l'auteur développe la guerre contre les Doryphores.

## Faits communs àLa Stratégie Ender
Le récit du roman est le même que celui de La Stratégie Ender. On y retrouve donc les scènes de rencontres entre Bean et Ender, les combats de l'armée du dragon, les combats contre les Doryphores.
Ainsi, certaines scènes vécues par Bean sont initialement les mêmes que pour Ender, mais sont narrées du point de vue de Bean. C'est le cas pour la mise à l'écart dans la navette, la rencontre avec Petra, le psycho-jeu, les discussions des professeurs sur l'élève, la relation de conflit avec un ennemi (Bonzo Madrid pour Ender et Achille pour Bean) ou encore les relations avec les autres élèves.